# اومانری
اومانری (به لاتین: Umaneri) یک منطقهٔ مسکونی در سری‌لانکا است که در استان شمالی (سری‌لانکا) واقع شده‌است.